# Eichenkratt (Deblinghausen)
Das Eichenkratt ist ein Naturschutzgebiet in niedersächsischen Flecken Steyerberg im Landkreis Nienburg/Weser.
Das Naturschutzgebiet mit dem Kennzeichen NSG HA 011 ist 7 Hektar groß. Es steht seit dem 15. September 1993 unter Naturschutz. Das Gebiet ersetzt das zum 9. September 1939 ausgewiesene gleichnamige Naturschutzgebiet. Zuständige untere Naturschutzbehörde ist der Landkreis Nienburg/Weser.
Das Naturschutzgebiet liegt nördlich von Steyerberg am Rande des Steyerberger Waldes in der Eickhofer Heide, einer hügeligen Endmoränenlandschaft. Es stellt einen von Eichen (Stiel- und Traubeneichen) geprägten Krattwald unter Schutz, der bereits seit Jahrzehnten nicht mehr genutzt wird. Die Kratteichen konnten so zu den charakteristischen Baumformen auswachsen. Im Naturschutzgebiet ist ein hoher Anteil an Totholz sowie eine gut entwickelte Krautschicht zu finden.
Ein in einem spitzen Winkel zwischen zwei Wirtschaftswegen im Osten des Naturschutzgebietes liegender Bereich, der überwiegend mit Kiefern bestanden ist, wird nach der Nutzung der Kiefern zu Eichenwald entwickelt.